# Стара Мушта
Стара Мушта́ (рос. Старая Мушта, башк. Иҫке Мошто) — село (у минулому присілок) у складі Краснокамського району Башкортостану, Росія. Входить до складу Новоянзігітівської сільської ради.
Населення — 563 особи (2010; 645 у 2002).
Національний склад:
- башкири — 74 %